# Strohdachhaus-Museum
Das Strohdachhaus-Museum (englisch Thatched House Museum, The Traditional Tristan House Museum oder Tristan Traditional Thatched House Museum) ist seit 2012 das zweite Heimatmuseum von Tristan da Cunha, einem gleichberechtigten Teil des Britischen Überseegebietes St. Helena, Ascension und Tristan da Cunha. Es wird von der Regierung der Insel unterhalten und liegt unweit der Hauptstadt Edinburgh of the Seven Seas.